# Enore Zaffiri
Enore Zaffiri (Torino, 29 marzo 1928 – Torino, 29 ottobre 2020) è stato un compositore e musicista italiano.
Ha fondato lo Studio di Musica Elettronica di Torino (SMET), incrementando la diffusione del nuovo linguaggio musicale elettronico in Italia – negli anni sessanta e settanta – anche attraverso l'uso del sintetizzatore come strumento da concerto.
Dagli anni Settanta affianca, alla produzione musicale, il linguaggio visivo – prima col videotape e successivamente con mezzi puramente digitali – entrando nel novero dei maggiori artisti italiani di Computer Art.

## Biografia
Figlio del generale Biagio Augusto Zaffiri, Enore Zaffiri studia e si diploma in composizione, musica corale  e pianoforte presso il Conservatorio "Giuseppe Verdi" di Torino nel 1953, dopo aver frequentato il corso di perfezionamento con Guido Agosti presso l'Accademia Chigiana di Siena. Frequenta successivamente il corso di composizione del Maestro Tony Aubin (1907 – 1981) al Conservatorio nazionale di Parigi nel 1954. Gli interessi del giovane musicista tuttavia non si limitano al solo linguaggio musicale: egli sperimenta precocemente una naturale inclinazione per il linguaggio visivo, che coltiva tuttavia in modo riservato e saltuario.

### Gli anni Cinquanta
Dal 1954 è docente di Cultura Musicale Generale presso il Conservatorio della sua città – nel ‘53 ha sposato Maria Luisa (Pia) Marconcini – e nella serenità dei primi anni di matrimonio si dedica a un'intensa attività di composizione strumentale, vincendo nel 1956 il premio "Città di Trieste" con l'opera Sinfonietta.
Zaffiri appartiene a quella generazione che gli storici oggi definiscono dei "figli della guerra": giovani resi inquieti dai fallimenti del "Ventennio" e maturati in una stagione di sconvolgimenti che apre l'Italia verso panorami politici e culturali del tutto nuovi. La necessità di rimettere tutto in discussione travolge anche le basi "naturali" del linguaggio artistico, focalizzando l'attenzione dei più creativi verso influenze che giungono da ben oltre le ristrette conventicole accademiche coltivate in Italia per decenni. Stravinskij, Schönberg, gli esperimenti sonori del giovane Varèse in Francia, sono per l'Italia una novità quasi assoluta. In questo senso, la profezia schönberghiana sulle "melodie di timbri" comincia ad aprire le sue brecce anche in Italia, e poco dopo l'inaugurazione dello «Studio di Fonologia Musicale» di Milano (Berio e Maderna), Zaffiri comincia ad intravedere nella strumentazione elettronica un elemento congeniale a quella parte ancora dominante del suo spirito creativo che potremmo definire "geometrico-apollinea".

### Gli anni Sessanta
La via zaffiriana alla Musica elettronica segue però strade subito originali, anche grazie all'amicizia con artisti d'avanguardia torinesi che indirizzano il giovane compositore verso una dimensione immediatamente pluridisciplinare della composizione: egli infatti non si limita a una ricerca "sonora" com'è quella dello Studio milanese, ma approfondisce in senso globalmente sintattico la ristrutturazione del linguaggio musicale, partendo dalla forma strutturale della figura geometrica piana come elemento generativo della scrittura musicale stessa. Nella sensibilità del compositore gioca infatti un ruolo profondo quell'attrazione verso il linguaggio visivo che non lo ha mai abbandonato e che lo porta, appunto, ad affiancarsi ad artisti della nuova corrente strutturalista torinese.
Nel 1964 realizza il progetto Tr/e/54 con strumenti tradizionali, basato su una struttura geometrica. Ne ricava un primo montaggio su nastro con due magnetofoni. Da questa prima struttura farà derivare in seguito alcune sculture e un cortometraggio in 8 mm dal titolo "Espressione geometrica", confermando così una visione della creatività che non si lascia circoscrivere da schemi accademici settoriali.
Contemporaneamente inizia le prime esperienze con l'oscillatore a valvole a bassa frequenza e due registratori: tra queste, la realizzazione elettronica di Tr/e/54, con audizione del brano al Circolo Toscanini di Torino. A dicembre presenta all'Università la relazione "Verso una nuova esperienza sonora" (poi pubblicata sulla rivista d'arte sperimentale "Marcatré"). Tutto questo fervore produttivo converge, nel medesimo anno, nella fondazione dello SMET (con Roberto Musto e Riccardo Vianello).
Nel 1965 nasce un nuovo sodalizio creativo con il musicista fiorentino Pietro Grossi, il primo compositore italiano di computer music. Con Grossi, Zaffiri organizza alla galleria «La Bussola» di Torino una rassegna internazionale di musica concreta ed elettronica. Nello stesso anno, il compositore torinese partecipa al festival di Palermo con altre strutture sonore (sempre della serie Tr/e/54) e alle audizioni di musica elettronica presso l'Università per Stranieri di Perugia con il progetto Q/64/I.
Il 1966 è l'anno di fondazione dello Studio di informazione estetica: lo SMET, in collaborazione col pittore Sandro De Alexandris e il poeta visuale Arrigo Lora Totino, dà vita ad un esperimento di sintesi estetica tra le sintassi musicali, poetiche e visive. Il centro di corso Vittorio Emanuele II 32 ospita un laboratorio di musica elettronica e un atelier di scultura dove lo stesso Zaffiri realizza i suoi oggetti in ottone, naturalmente ricavati dai medesimi progetti geometrici che danno vita alle composizioni elettroniche. Ormai la figura del musicista circola con frequenza negli ambienti culturali torinesi, dove si moltiplicano gli incontri e i concerti con altri musicisti italiani, come Grossi o Vittorio Gelmetti. E proprio sull'onda di questa nuova fama, al corso sperimentale di composizione elettronica organizzato quell'anno dallo Studio confluisce un numero elevato di giovani musicisti e di matematici, che daranno vita al primo di numerosi progetti di gruppo: EL /25. Tra gli intellettuali torinesi ai quali non sfugge l'importanza di quanto sta avvenendo vi è anche il poeta e scrittore Edoardo Sanguineti, grazie al cui appoggio Zaffiri viene ospitato presso l'«Unione Culturale» del capoluogo piemontese per un intero ciclo di manifestazioni musicali. Dall'ultima sua composizione geometrica, intanto, Q/64/II, il musicista ricava ben 254 versioni sonore.
Nel 1967 prolificano i lavori di gruppo dello Studio di informazione estetica. Le composizioni – Q/110, SP/Q/20, ecc. –, destinate ad esplorare con metodo e rigore matematico lo spettro sonoro degli oscillatori elettronici, verranno rese pubbliche con il volume Due scuole di musica elettronica in Italia, dell'editore Silva di Genova, pubblicato nel 1968 in occasione del Convegno internazionale di musica elettronica di Firenze. Il 21 gennaio, intanto, lo Studio di informazione estetica esce dall'Italia: a Monaco, esso organizza la sonorizzazione di una mostra presso lo studio UND. Si sviluppa così il concetto di musica d'ambiente, che troverà la sua massima espressione nel progetto Musica per un anno (edito dal centro Duchamp di San Lazzaro di Bologna nel 1970). La musica elettronica dello SMET diventa così un veicolo di ambientazione sonora di mostre d'arte d'avanguardia in molte città italiane: e il progetto Musica per un anno ne costituisce l'espressione nello stesso tempo più compiuta e visionaria (la partitura è infatti una struttura la cui natura combinatoria "infinita" permette la generazione di una linea sonora continua ma continuamente cangiante, della durata di 365 giorni). Nel mese di maggio, presso lo SMET, Zaffiri allestisce una personale di oggetti visivi, ognuno dei quali ha il suo corrispondente prodotto sonoro: è il punto più alto raggiunto dal concetto di "matrice strutturale". A compimento di questa straordinaria stagione creativa, esce il numero unico della rivista «Modulo», rassegna internazionale di poesia concreta e visiva curata da Arrigo Lora Totino.
Nel 1968 lo SMET si trasferisce al Conservatorio "Giuseppe Verdi" di Torino, grazie all'interesse dell'allora direttore Sandro Fuga e all'attenzione personale dell'Ispettore capo all'istruzione artistica del Ministero della pubblica istruzione, dott. Boccia. Già docente di Cultura musicale generale, Zaffiri mette a disposizione dell'istituzione, benevola ma avara, le sue apparecchiature personali. Quella del rapporto tra SMET e Conservatorio è una storia tormentata e ricca di momenti non sempre esaltanti: la mancanza di spazio e di fondi tormenta l'istituto già in quel periodo e il nuovo Corso di musica elettronica ne paga come e più degli altri le conseguenze. Ciò avviene malgrado il numero di iscritti sia in continua crescita e tocchi vette inimmaginabili per una classe di conservatorio (più di 60 domande dell'anno 77/78). Nella classe si procede ancora in lavori di gruppo, ma già nascono i primi componimenti individuali degli allievi, sempre alla luce del collaudato metodo geometrico-strutturale. I lavori vengono presentati ai saggi finali di studio. Tra i primi allievi vi furono Gilberto Bosco, Gianfranco Vinay, Ferruccio Tammaro. Nello stesso anno, alcuni lavori di Zaffiri vengono presentati a Lugano, Monaco, Berlino, Innsbruck, Heidelberg.
Nel 1969 il corso di musica elettronica del Conservatorio di Torino dirige le sue ricerche sull'accostamento tra suoni elettronici e strumenti tradizionali, nonché sulla vocalità. Sorge quindi l'esigenza di uno strumento elettronico manipolabile "dal vivo", di uno "strumento da concerto". Con la collaborazione dell'ing. Claudio Bonechi e il finanziamento del Centro Duchamp di San Lazzaro di Bologna nasce l'elaboratore Z/B, capace di utilizzare suoni elettronici pre-registrati e manipolati in tempo reale. Frattanto al corso di Musica elettronica si iscrive Lorenzo Ferrero, che diventerà un esponente di spicco della nuova avanguardia musicale italiana degli anni '80 e futuro direttore artistico di importanti sedi musicali italiane tra cui l'Arena di Verona. Le composizioni zaffiriane continuano a girare per l'Europa: Bruxelles, Avignone, Hannover.

### Gli anni Settanta
Fin dall'inizio del nuovo decennio le composizioni del musicista torinese vedono l'abbandono progressivo della struttura geometrica, a favore della composizione da concerto e dello spettacolo dal vivo. Nel '70, con Felice Quaranta, Zaffiri compone un brano per la voce di Carla Henius su commissione del Goethe Institut.
Il 1971 è l'anno del primo sintetizzatore elettronico inteso come strumento da concerto, non solo nella storia personale di Zaffiri, ma nella storia della musica italiana: è il «VCS 3» della EMS di Londra (lo stesso, per intendersi, con cui Arbore e Boncompagni, alla RAI, accompagnano le loro straordinarie performance nel programma Alto gradimento). Nascono a Torino le prime partiture per un sintetizzatore, espressamente concepite per l'esecuzione dal vivo. A Pisa, Pietro Grossi tiene un corso di computer music presso il Centro Nazionale Universitario di Calcolo Elettronico (CNUCE): Zaffiri non ne rimane affatto convinto. Di queste sodalizio con Grossi rimangono tuttavia cinque brani per computer e «VCS 3», improvvisazioni con suoni analogici su una base digitale fornita dall'allievo e amico Leonardo Gribaudo. L'esigenza del concerto-spettacolo si concretizza, nel corso dell'anno, grazie alla collaborazione con la scuola di danza di Bella Hutter e la coreografa Anna Sagna.
Zaffiri e Ferrero realizzano Becos, balletto per musiche elettroniche presentato al saggio di fine anno.
Col collega compositore Giorgio Ferrari, Zaffiri realizza un nastro per la mostra del pittore Basaglia alla galleria «Solferino» di Milano. Felice Quaranta, divenuto direttore artistico dell'Ente lirico di Genova, indice due manifestazioni al Teatro comunale dal titolo Musica in laboratorio: curate da Enore Zaffiri, le serate vedono la partecipazione del compositore statunitense John Eaton e di Pietro Grossi, che presenta alcune dimostrazioni di computer music via cavo da Pisa.
Nel 1972 l'editoriale «Pianeta» produce il primo disco LP dello SMET, un 33 giri con composizioni di Zaffiri, Ferrero, Gribaudo, Giovanni Sciarrino. Dopo un lungo processo creativo durato più di un anno, intanto, va in scena a Torino un esempio di teatro totale basato sul romanzo di Sanguineti "Il giuoco dell'oca", realizzato per l'inaugurazione della galleria Stein ad opera dei componenti più qualificati dello Studio di Musica Elettronica. La tecnica compositiva vede il concorso paritario di musica, danza, recitazione, immagini (diapositive e filmati in Super8). Collaborano, per la regia e coreografia, Anna Sagna; per le immagini Enore Zaffiri e Giovanni Sciarrino; alle musiche Giorgio Moschetti, Lorenzo Ferrero e Zaffiri; il libretto è di Maurizio Chatel. Ma ancora una volta, come a compimento di un ciclo creativo e linguistico, il gruppo di collaboratori che gravitano attorno allo SMET si scioglie. Ufficialmente, lo SMET diventa il "Corso di musica elettronica del conservatorio G. Verdi"; accanto a Zaffiri, in un sodalizio artistico e umano basato sulle diverse, specifiche competenze e un comune sentire spirituale ed emotivo, rimangono Maurizio Chatel e il soprano Ellen Kappel, che diventerà anche la compagna del musicista. Dall'unione con la Kappel nascerà l'unica figlia del compositore, Ingrid.
Dal 1973 Zaffiri incrementa i componimenti per voce e sintetizzatore: i primi sono Cinque paesaggi su testi di Eliot, e The Dark Lady su testi di Shakespeare, scritto in collaborazione con Felice Quaranta per voce, due sintetizzatori e flauto, viola, cembalo. Nello stesso anno nasce una proficua e stretta collaborazione con i componenti del gruppo musicale torinese della "Camerata Casella": Enrico Correggia e Alberto Peyretti. In una, per lui inusuale, ma serena solitudine, Zaffiri dà intanto il via a un nuovo genere di creazioni musicali: le trascrizioni di musica classica per sintetizzatore, il cui numero diventerà imponente. La «Hofhaus Presse» di Düsseldorf pubblica un 33 giri con Progetto Q/81, pensato in collaborazione col pittore Calderara, in edizione numerata. Su proposta di Pietro Righini, Zaffiri scrive La musica elettronica al di là del laboratorio, volume edito nel 1976 dall'editore Zaniboni.
Il 1974 è un anno di fermenti e novità all'interno del corso di musica elettronica: si forma spontaneamente tra gli allievi un gruppo di improvvisazione, per strumenti acustici e sintetizzatore, che ricalca le poetiche di Stockhausen e Cage, tra scrittura e alea. Il corso si allarga con seminari interdisciplinari tenuti dagli iscritti laureandi o già laureati: gli argomenti vanno dalla Dodecafonia alla matematica alla letteratura del Novecento. Il saggio di fine anno vede la rappresentazione di un singolare esperimento di Maurizio Chatel: la riduzione in cortometraggio animato della fiaba di Saint Exupery Il piccolo principe, realizzata sulla base di circa 600 disegni di bambini delle scuole elementari torinesi. Le musiche elettroniche che accompagnano le immagini, di Zaffiri e Chatel, sono le stesse che hanno precedentemente ispirato i piccoli artisti nell'illustrazione del racconto. Il 14 ottobre la «Camerata Casella» presenta, sul prestigioso palcoscenico del Piccolo Regio di Torino, Raptus, con musiche di Zaffiri e Quaranta e testo di Maurizio Chatel. Quest'operina di carattere settecentesco rappresenta il primo tentativo di "ri-creazione da camera", una forma teatrale dominata dalla citazione letteraria, musicale e figurativa. Interprete e protagonista assoluta è Ellen Kappel. A fine anno esce il terzo disco con musiche di Zaffiri: Policromie, per voce e sintetizzatore, su testi del pittore Antonio Calderara, edito dai Quaderni dello Studio "V" di Vigevano.
Nel 1975, sempre in collaborazione con l'amico Calderara, Zaffiri pubblica il suo quarto disco: Omaggio a Vivaldi, edito da «Linea V Brugherio» in edizione numerata. La televisione nazionale, seconda rete, riprende in settembre una sintesi di Raptus. Sempre alla RAI, e con la collaborazione di Vittorio Gelmetti, Zaffiri inizia la produzione di musiche per radiodrammi; mentre la «Camerata Casella» ospita la seconda ri-creazione da camera di Zaffiri e Chatel: Il peccato originale.
Nel 1976, al Teatro Regio di Torino, in occasione della prima esecuzione dell'opera L'imperatore Jones di Sandro Fuga, Zaffiri cura alcuni intermezzi elettronici. Fa intanto la sua comparsa il sintetizzatore della ARP modello 2600, per il quale egli scrive Put Down, su testi di Kerouac e Lamantia; a causa di questi testi il Festival di Musica elettronica di Varsavia respinge la partecipazione del musicista torinese. Intanto, il conservatorio di Torino ha un nuovo direttore, Felice Quaranta, che sollecita attività musicali d'avanguardia: la classe di musica elettronica è finalmente attrezzata con nuove apparecchiature; esse offrono la possibilità di creare un nuovo gruppo d'improvvisazione, totalmente rinnovato dal punto di vista dell'ispirazione e dei metodi. Il gruppo, di cui fanno parte Filippo Testa, Felice Cardone, Alberto Vignani, Maurizio Chatel, Zaffiri stesso ed Ellen Kappel per la voce (più tardi si aggregherà Andrea Pavoni Belli, che diventerà anche il tecnico del suono dello Studio), girerà l'Europa con concerti di successo.
Il 1977 è l'anno che vede l'apice delle nuove attività del gruppo creato da Zaffiri. Nel centro culturale «Beat 72» di Roma va in scena Teleorgia, musiche e immagini di Zaffiri, testo di Chatel, con la voce e la recitazione della Kappel. A Udine, il compositore esegue in concerto dal vivo Push Pull, per sintetizzatore, nastro e soprano. Al «Cabaret Voltaire» di Torino serate di improvvisazione elettronica dal vivo. Alcuni membri del gruppo vengono impegnati da Lorenzo Ferrero in una tournée nelle città di Francoforte, Bonn e Graz, assieme ad altri musicisti elettronici europei, per l'esecuzione di musiche del compositore tedesco A. Riedl. Al Festival provinciale dell'Unità di Torino, continuano intanto le serate d'improvvisazione elettronica. Il corso di musica elettronica del conservatorio di Torino accoglie più di 60 iscritti.
Nel 1978 il teatro «Sala degli Intradossi» di Torino promuove una retrospettiva dello SMET in quattro serate. Si apre, intanto, una breve ma intensa collaborazione con la scuola di danza "Choreia" di Tiziana Tosco, prima ballerina del Teatro Regio di Torino; nel mese di giugno va in scena al Circolo Ufficiali e in conservatorio Lupus in fabula, balletto tratto da un racconto di Maurizio Chatel, su musiche di Zaffiri e del gruppo di improvvisazione, con coreografia di T. Tosco. Il gruppo di improvvisazione si esibisce a Bologna in occasione di una serie di incontri sulla musica d'avanguardia. Zaffiri e Kappel partecipano a una tournée con la «Camerata Casella» in Belgio e Paesi Bassi. Nel mese di ottobre l'Unione Musicale – prestigiosa istituzione concertistica torinese che raccoglie ogni anno decine di grandi interpreti da tutto il mondo – si avvale della collaborazione tecnica della classe di Musica elettronica per l'allestimento di quattro concerti di musica contemporanea. L'anno finisce con una serata-confronto, nel grande salone del conservatorio di Torino, tra il compositore torinese Musto (musiche per nastro magnetico) e il gruppo di improvvisazione: il pubblico decreta il trionfo dell'interpretazione concertistica della nuova musica.
Nel 1979 il Gruppo di improvvisazione tiene i suoi ultimi concerti prima di sciogliersi: un incontro matinée al Piccolo Regio con le scuole di Torino; un concerto al Festival di Musica contemporanea di Nizza; una sonorizzazione del castello medievale del Valentino. Zaffiri scrive le musiche per il balletto L'uomo e gli elementi, in scena al Teatro Nuovo di Torino col gruppo di danza di Sara Acquarone.

### Gli anni Ottanta
Nel 1980 Zaffiri partecipa al convegno Musica ex Machina organizzato nella città di Firenze, ed esegue alcune sue composizioni dal vivo. In collaborazione col nuovo direttore del conservatorio di Torino, Giorgio Ferrari, scrive poi Ludus, presentato all'Accademia Chigiana di Siena. A Vaciago, sul lago d'Orta, assieme a Ellen Kappel presenta, in concerto, l'ultimo suo disco promosso dallo Studio "V" di Vigevano: Cantico delle creature e De rerum natura.
Nel 1981, alla Piccola Scala, in occasione della rassegna "Musicisti contemporanei e la danza", viene presentato Ludus. Intanto il musicista torinese tiene una serie di concerti a Ginevra, Milano, Genova, Haarus. Ma la sua attività comincia a proiettarsi in modo sempre più netto verso un nuovo linguaggio artistico: il video musicale in TV color.
Nel 1982 l'esperienza del video si allarga anche ai nuovi allievi della classe di musica elettronica, mentre il maestro presenta per la prima volta i suoi lavori video a Candia e Vigevano. Ma il primo di ottobre egli lascia l'insegnamento al conservatorio, dopo trent'anni straordinari di attività didattica e creativa.
Fino al 1985, l'attività di Zaffiri è praticamente tutta concentrata nella produzione di una monumentale Storia dell'arte universale in video VHS per conto della cooperativa editoriale Books & Video, di cui è entrato a far parte integrante. Con la sinergia messa in atto tra le iniziative economiche della cooperativa e la propria attività creativa, la produzione video di Zaffiri raggiunge ben presto un livello tecnico di qualità professionale; è così che il teatro Zeta e l'Ensemble in MusicAzione gli commissionano la realizzazione video di due grandi classici del Novecento: Pierrot Lunaire di Schonberg e Façade di Walton, con la partecipazione del mezzo soprano Ellen Kappel.
L'uscita dal conservatorio segna anche il distacco graduale del compositore torinese dai circuiti ufficiali della cultura musicale, circuiti che tuttavia vedono sempre più esaurirsi la spinta "rivoluzionaria" e creativa dei grandi anni Sessanta e Settanta: la musica d'avanguardia ha concluso la sua parabola e la musica elettronica è letteralmente sopraffatta dalle apparecchiature digitali – Home Computer e tastiere programmate – che rendono praticamente incomprensibile alle nuove generazioni il concetto stesso di "ricerca sonora". La produzione elettronica di Zaffiri è ricordata e celebrata in innumerevoli occasioni in tutta Italia, ma la sua stessa vocazione artistica lo spinge ormai ad abbracciare altre strade. Quella del video musicale diventa quindi per gran parte di questo decennio la sua unica attività. Per la produzione video, il compositore si dota di nuove apparecchiature che installa nella sua abitazione, situata in un incantevole eremo montano, a pochi chilometri dai laghi di Avigliana, in provincia di Torino. Nel tranquillo scorrere di una vita ritirata e intensamente dedicata alla composizione artistica (le uniche uscite sono in occasione di alcune presentazioni pubbliche della sua nuova produzione, o di conferenze ed esecuzioni di alcuni "classici" della sua produzione), Zaffiri produce decine e decine di nuove opere per musica e immagini il cui elenco è citato nel catalogo in fondo all'articolo.

### Anni Novanta
Una delle caratteristiche più qualificanti di Enore Zaffiri è la sua capacità di rinnovare costantemente il proprio linguaggio, i mezzi tecnici e l'orizzonte estetico di riferimento. Esaurita la spinta legata alla scoperta di un nuovo sistema linguistico ed esecutivo, Zaffiri non si ferma alla ripetizione accademica di sé stesso, ma è sempre proteso, quasi febbrilmente, alla ricerca di nuove possibilità. Quello che gli interessa è sperimentare le possibilità creative di un linguaggio con spirito esplorativo e analitico, verificandone tutte le condizioni possibili di montaggio e fruizione; alla fine del "circolo combinatorio", egli archivia l'esperienza assumendone tuttavia gli insegnamenti di fondo.
Accanto alla produzione video, l'ultimo decennio del secolo è segnata dal ritorno del musicista alla ricerca di una nuova interpretazione del linguaggio musicale classico. Coi primi sintetizzatori Zaffiri aveva iniziato ad esplorare la possibilità di una rilettura del Settecento e di Bach con i colori e le dinamiche del trattamento elettronico del suono; ma i risultati avevano comunque il significato di un'esperienza irripetibile e personale venata da una certa ironica malinconia. Quasi contemporaneamente uscivano gli LP di Walter Carlos con le prime esecuzioni di opere bachiane sul Moog Synthesizer.
Ma le nuove interpretazioni zaffiriane dei classici – che oggi compongono un catalogo con centinaia di titoli – assumono subito un significato completamente diverso, sia per le attuali tecnologie (le cosiddette "tastiere campionate") che permettono una resa del suono più "realistica" ed esteticamente compatibile con lo spirito dell'originale, sia per gli intenti con cui il musicista mette in atto questa immensa operazione di re-visione del pianoforte classico-romantico. Ciò che Zaffiri ricerca, nelle sonate di Beethoven come nei preludi di Chopin, non è la ripetizione di un evento fin troppo "consumato" dal mercato discografico, ma la dimostrazione che il fruitore intelligente e preparato di musica può trasformarsi a sua volta in esecutore e interprete, semplicemente capovolgendo il rapporto che la legge del consumo impone tra prodotto e fruitore: non dev'essere il mezzo elettronico a imporre le sue caratteristiche, ma il fruitore a cercare di realizzare sé stesso con le grandi potenzialità che l'elettronica oggi offre. Sullo slancio di questa nuova stagione creativa, Zaffiri ritrova pubblico e "palcoscenici" – soprattutto il palcoscenico di oggi: il web – tra cui far circolare il suo nuovo messaggio. Le nuove occasioni d'incontro sono con il pubblico del Circolo degli artisti di Torino nel 1990, presso il prestigioso Politecnico del capoluogo piemontese nel maggio dello stesso anno, e al Teatro Juvarra nel dicembre successivo.
L'ultima proposta, in ordine di tempo, che la creatività multiforme del maestro ha saputo realizzare, a settant'anni compiuti, rappresenta la sintesi perfetta del suo lungo cammino artistico: la ComputerArt costituisce infatti l'esatto punto d'incontro dell'antica poetica strutturalista e del suo spirito pionieristico di "ricerca", con le più avanzate tecnologie digitali dedicate al trattamento dell'immagine. I "quadri digitali" che l'artista ha esposto in alcune gallerie d'arte italiane e presso la Biblioteca Nazionale di Firenze, nascono infatti, come le antiche composizioni di musica elettronica dello SMET, da progetti geometrico-combinatori che forniscono la matrice comune al trattamento dei suoni - ricavati dalle tastiere campionate – e delle immagini, elaborate dal calcolatore elettronico. Zaffiri stesso descrive il suo ultimo progetto "visivo" Tr/e/27 – il titolo stesso è un'autocitazione, una sorta di "ruota del tempo" che riporta un discorso che sembrava concluso alle proprie radici, permettendogli così di rinascere in forme moderne:
«questo progetto riprende le esperienze della musica geometrica degli anni Sessanta, con alcune varianti che riguardano in modo particolare inserti di cellule ritmiche e melodiche. Poiché l'impostazione di tali cellule nella struttura generale del Progetto ricorda alcuni procedimenti strutturali in uso presso i compositori polifonici del Quattrocento, ho pensato di denominare questa esperienza sonora Musica isoritmica. (…) Ad ogni suono corrisponde un'immagine. La durata di ogni figura sonora è uguale a quella visiva. Alle tre intensità del suono (piano – mezzoforte – forte) corrispondono tre diversi modi di presentarsi dell'immagine: fissa, ad impulsi, in movimento. In totale si hanno 27 frequenze sonore, corrispondenti a 27 note del sistema musicale (partendo dal primo Do sotto il Do centrale del pianoforte, in progressione cromatica ascendente si arriva all'ultimo suono, ossia al secondo Re sopra il Do centrale del pianoforte). Quindi ai 27 suoni corrispondono 27 immagini. Poiché la figura viene letta in quattro modi differenti, cioè (come nella prassi dodecafonica) nel modo Ordinario (O.), Ordinario retrogrado (OR.), Inverso (I.) e Inverso retrogrado (IR.), si è stabilito di attribuire ad ogni modo 27 immagini differenti, cioè complessivamente 108 immagini. Il Progetto si presta a essere fruito in svariate maniere. La lettura (diciamo) monodica di ogni modo (O., OR., I., IR.), oppure, col sistema permutatorio, sovrapponendo due o tre o tutti e quattro i modi, per un totale di 14 combinazioni. Si ottiene così un tipo di polifonia (a due, a tre, a quattro voci) e una corrispondente policromia (sovrapposizione di due, tre o quattro immagini, sfasate nel tempo in virtù della struttura del Progetto).»

## Le poetiche

### Lo strutturalismo
Le composizioni strutturaliste rappresentano la produzione elettronica degli anni Sessanta, la prima a diventare di dominio pubblico nell'attività già decennale del compositore. La strumentazione era composta da grandi oscillatori a valvole, generatori d'eco, generatori d'impulsi, filtri, modulatori ad anello, generatori di rumore bianco e da registratori professionali a bobina; l'insieme costituiva la dotazione tipica di uno studio di fonologia acustica, ed era alla base di tutta la produzione musicale elettronica d'avanguardia europea (Stockhausen, Berio).
Il principio unificante del linguaggio strutturalista zaffiriano era il rapporto tra "testo" musicale – l'opera sonora vera e propria – e quello che il critico Antonio Cirignano chiama il "metatesto" numerico, ovvero il progetto "geometrico" strutturale: una vera e propria partitura dalla quale qualunque esecutore dotato delle stesse apparecchiature di riferimento avrebbe potuto ricavare la composizione sonora pensata dal compositore. Il "metatesto" non era altro che una struttura combinatoria di valori numerici che davano forma a rapporti geometrici piani (e a volte anche tridimensionali) indicanti: la frequenza acustica del suono di partenza (in Hertz), la sua durata, e la frequenza raggiunta dal medesimo suono alla fine del suo incremento o decremento oscillatorio; nonché la dinamica (f, mf, ff, p). I suoni, ovvero le altezze generate dall'oscillatore, potevano essere svariate decine, e nel loro movimento temporale davano luogo a varie combinazioni armoniche, incontrandosi e allontanandosi l'uno dall'altro con effetti di grande suggestione sonora; essi inoltre potevano essere continui o discreti, vale a dire ridotti a impulsi successivi, e variamente elaborati.
Il principio strutturale del metatesto originario – i vari progetti come Tr/e/54 o Q/64 – racchiudeva in sé una più indefinita possibilità interpretativa (o esecutiva), proiettando la poetica di Zaffiri nel più puro universo strutturalista del suo tempo: ogni "partitura" infatti, in quanto principio combinatorio di valori puramente numerici, era suscettibile di un numero "virtualmente infinito di singole realizzazioni chiuse" (A. Cirignano), essendo la qualità dei suoni una variabile assolutamente "aperta" (strumenti elettronici, ma anche musicali tradizionali o qualunque fonte generativa acustica). In questo senso, i "progetti" zaffiriani degli anni Sessanta ricordano la "metamusica" tastieristica di J.S. Bach (Offerta musicale, Arte della fuga), eseguibile, e oggi effettivamente eseguita, da ogni tipo di strumento. Ma non solo: ogni "progetto", sempre per la sua natura "metatestuale", poteva costituire una sintassi per i linguaggi artistici più diversi: esistono infatti versioni plastiche (sculture) del progetto Q/81 e altri, mentre anche dal punto di vista architettonico, non sarebbe stato difficile immaginare strutture urbanistiche ricavate dalle figure geometriche di Zaffiri.
Ciò che distingue la produzione di Zaffiri dallo strutturalismo puro e semplice è lo sfasamento, a volte impercettibile ma sempre presente, tra il rigore originario del progetto e la sua realizzazione effettiva; Zaffiri non ha mai rinunciato, fin dai primi esperimenti sonori e poi in modo assolutamente evidente nei grandi progetti del periodo dello SMET, a una personalizzazione estetica del suono, a una ricerca di colore e di pathos nella esecuzione, che rendesse percepibile la differenza tra una semplice "produzione meccanica" del suono e la sua natura "musicale", il suo "significato" culturale.

### Il sintetizzatore
Il sintetizzatore elettronico portatile – vale a dire concepito espressamente come strumento per l'esecuzione di musica elettronica in tempo reale - fa la sua comparsa alla fine degli anni Sessanta con il celeberrimo Moog, reso famoso nel mondo dalle riletture bachiane di Walter Carlos. Zaffiri invece individua ben presto (1973) nell'apparecchiatura portatile dell'inglese EMS – il VCS 3 – (e successivamente nell'ARP 2600) il suo nuovo strumento per la ricerca e la composizione. La poetica messa in opera attraverso la nuova apparecchiatura è totalmente innovativa rispetto agli assunti strutturalisti del decennio precedente: il sintetizzatore è strumento musicale nel vero senso della parola, e questo richiede l'uscita del musicista dal laboratorio e la rinnovata scommessa di un rapporto diretto col pubblico e l'alea dell'esecuzione dal vivo. Non è infatti la ricerca degli "effetti speciali" (si pensi all'uso cabarettistico del VCS 3 operato in quegli anni da Arbore e Boncompagni) ciò che interessa a Zaffiri, ma l'impatto emotivo dei nuovi timbri irreggimentati in una logica esecutiva che tenga conto di un principio formale "chiuso" qual è quello del Lied o del madrigale. Non a caso si parla di Lied: è fondamentale infatti sottolineare che Zaffiri non avrebbe adottato il sintetizzatore senza la "scoperta" della voce, e in particolare senza la prepotente personalità interpretativa della Kappel. Ciò che non muta nella nuova stagione poetica del musicista torinese è la scelta del rigore costruttivo alla base di ogni brano: la partitura (o intavolatura?) è ancora il principio formale di riferimento di ogni sua composizione. Zaffiri dunque sceglie "l'esibizione" in prima persona, comparendo sui palchi da concerto col suo strumento e la sua cantante, in questo distaccandosi completamente dal freddo mondo accademico della musicalità italiana e avvicinandosi allo spirito "alternativo" della cultura americana, fatta di provocazione e spettacolarità, ricerca e dialogo col pubblico.  La nuova stagione dell'elettronica dal vivo non ha riscontro nel resto d'Europa; il compositore libera la musica dall'astrattezza concettuale della vecchia avanguardia e indica alle nuove generazioni, che in quegli anni costituiscono il suo pubblico privilegiato, un modo autentico e creativo di spezzare le catene consumistiche della nuova "industria culturale" (Horkheimer – Adorno: Dialettica dell'illuminismo).

### La voce
Come in ogni "poetica", inevitabilmente anche per Zaffiri un ruolo importante lo gioca l'ambiguità delle intenzioni e degli esiti. La scelta della sperimentazione "tecnologica" come ambito operativo non deve indurre a cercare nelle composizioni del musicista un'acritica celebrazione della "modernità". La scelta della voce, appunto, contraddice immediatamente la prospettiva forzata creata dalla freddezza dello strumento musicale d'elezione: il sintetizzatore. La voce non è uno strumento "moderno": essa decontestualizza ed evoca, cancella le differenze di spazio e di tempo e colloca l'ascoltatore sul piano dell'assoluta universalità del messaggio musicale. Il binomio "voce e sintetizzatore" che denota le composizioni degli anni '70, crea una specie di cortocircuito emotivo, un ossimoro musicale che accomuna in un unico gesto provocazione e memoria storica. Ciò è ancora più vero se si considera che la forma nella quale Zaffiri inscrive le sue idee è quella classicissima del "recitar cantando", forma nella quale per altro la voce è da un lato liberata dalle "forzature" del "bel canto", ma dall'altro costretta a seguire quasi contrappuntisticamente le evoluzioni fonetiche di una lingua poetica tutt'altro che "musicale" com'è l'inglese. Si assiste così, da "The Dark Lady" del '73, a un'esplorazione sonora delle possibilità della voce da soprano, che oscilla come una spola tra le evoluzioni acustiche dei generatori d'onda e le elucubrazioni sintattiche di testi sempre importanti e difficili, tessendo una tela musicale che difficilmente era allora possibile udire altrove nel panorama musicale internazionale.

### La ricreazione da camera
Zaffiri non ha fatto parte della "nomenclatura" intellettuale nazionale, pur avendo rappresentato forse una delle punte di innovazione del repertorio musicale e culturale degli anni Sessanta e Settanta. Le ragioni di questa latenza sono molteplici, e riguardano anche l'indisponibilità personale del musicista verso i compromessi che sempre il successo impone. Da questo punto di vista risultano emblematici i lavori teatrali che negli anni settanta – ottanta egli portò in giro per l'Italia, da Roma a Bologna a Torino, scatenando reazioni sempre contrastanti e mai inerti. La più significativa di tutte le esperienze fu forse quella all'Accademia nazionale di Santa Cecilia di Roma, il cui pubblico si intrattenne alla fine della rappresentazione in una sorta di duello collettivo fatto di fischi e applausi prolungati. Anche la critica non fu mai "indifferente" alle proposte zaffiriane, e personalità come Massimo Mila dedicarono pagine attente e intelligenti alle proposte del compositore torinese.
Le "ricreazioni da camera" furono l'unica parentesi "politica" del compositore, e nacquero dall'esperienza teatrale del Giuoco dell'oca. La struttura di opere come Raptus o Teleorgia prevedeva l'uso brechtiano di canto e recitazione, accompagnati da una proiezione (in Super8) che costituiva il contesto scenografico della rappresentazione. Sia i testi per le musiche (e spesso le musiche stesse) che la scelta delle immagini partivano da un criterio compilativo basato sulla citazione, di volta in volta storica, culturale o politico-sociale. Zaffiri stesso ha chiamato questi suoi esperimenti "teatro da camera", forse riferendosi all'organico estremamente ridotto che essi richiedevano: proiettore, nastro magnetico e cantante. Il termine "ri-creazione" era invece riferito, da un lato, all'uso abbondante delle citazioni; dall'altro, all'atmosfera appunto settecentesca che la loro rappresentazione sui piccoli palcoscenici dei teatri alternativi evocava.
Si diceva di una "parentesi politica": ognuna di queste operine ebbe infatti un forte significato di critica sociale, a volte pungente e corrosiva, altre più rarefatta e intellettualistica, ma sempre contro-corrente rispetto a qualunque forma di accondiscendenza ideologica.

### La Computer Art
La "Computer Art" rappresenta il compimento circolare di un'esperienza estetico-creativa che racchiude in sé tutta la vita dell'artista torinese. 
Ciò che colpisce nella fruizione di questi "quadri sonori digitali", apparsi negli ultimi dieci anni in alcune rare mostre, è la persistenza di un dato "storico" quale quello della cifra sperimentale alla base della loro stessa struttura sintattica e produttiva, quasi che Zaffiri (o Marcella Chelotti, Ida Generosa, Pietro Grossi, Luciano Romoli e il più giovane Paolo Zaffiri, nipote del compositore, per non citare che gli artisti ospitati nella collettiva della Biblioteca nazionale di Firenze) non possa, per la sua stessa formazione personale, staccarsi dalle proprie origini, nutritesi alle fonti stesse della cultura europea e dell'Avanguardia storica primonovecentesca.
D'altro lato, tuttavia, la scelta del supporto espressivo appare nuovamente determinante per la formazione di un gusto complessivo, come furono gli affreschi nel Trecento o gli olii nel Settecento: in altre parole, mentre la pittura contemporanea scivola sempre più nell'anonimato di un linguaggio materialmente inadatto ad esprimere il nostro tempo – che non è più quello dei salotti o dei musei nei quali scrutare da vicino la forma materiale di un dipinto -, la Computer Art pare essere un veicolo nello stesso tempo ineffabile e "comprensibile", per la sua stessa qualità materiale, a un pubblico assuefatto alla visione digitalizzata e alla "manipolazione" di gerghi informatici anche complessi. In conclusione, se è arduo "educare" all'arte moderna attraverso la visione diretta di un Kandinskij, così potrebbe non essere a fronte di un'opera strutturata in forma ipertecnologica, all'immediata portata delle attese oggi più diffuse in merito a cosa la cultura dovrebbe offrire. In quest'ultimo senso, Zaffiri non fa dunque che confermare la sua qualità più sottaciuta ma coerente: quella cioè di essere un artista "difficile" ma, sostanzialmente, "compreso" e, per lunghi anni, anche amato dai pubblici coi quali ha instancabilmente dialogato.